# Unterdornlach
Unterdornlach (oberfränkisch: Undedoanich) ist ein Gemeindeteil der Großen Kreisstadt Kulmbach im  Landkreis Kulmbach (Oberfranken, Bayern). Unterdornlach liegt in der Gemarkung Oberdornlach.

## Geografie
Das Dorf liegt im tief eingeschnittenen Tal der Dornlach, einem rechten Zufluss der Dobrach, und am Kleebach, der dort als linker Zufluss mündet. Im Norden grenzt der Ziegelhüttener Forst an, eine bewaldete Anhöhe (489 m ü. NHN), und im Süden der Ameisenknock (456 m ü. NHN). Eine Gemeindeverbindungsstraße führt am Wehrhaus vorbei zur Bundesstraße 85 (1,7 km östlich) bzw. am Bärnhof vorbei nach Oberdornlach (0,9 km südwestlich). Eine weitere Gemeindeverbindungsstraße führt zur B 85 bei Kirchleus (2,4 km nordwestlich).

## Geschichte
Der Ort wurde 1290 als „inferiori Dornloch“ erstmals urkundlich erwähnt.
Gegen Ende des 18. Jahrhunderts gab es in Unterdornlach weiterhin 11 Anwesen. Das Hochgericht übte das bayreuthische Stadtvogteiamt Kulmbach aus. Die Dorf- und Gemeindeherrschaft hatte das Kastenamt Kulmbach. Grundherren waren das Kastenamt Kulmbach (1 Mahlmühle, 1 Hof, 3 Sölden, 1 Wohnhaus, 1 Tropfhäuslein), der bambergische Langheimer Amtshof (2 Güter, 1 Sölde) und das Amt I des Rittergutes Kirchleus (1 Hof).
Von 1797 bis 1810 unterstand der Ort dem Justiz- und Kammeramt Kulmbach. Mit dem Gemeindeedikt wurde Unterdornlach dem 1811 gebildeten Steuerdistrikt Oberdornlach und der 1812 gebildeten Ruralgemeinde Oberdornlach zugewiesen. Mit dem Zweiten Gemeindeedikt (1818) entstand die Ruralgemeinde Unterdornlach, zu dem Altenreuth, Bärnhof, Biegersgut, Höfstätten, Niederndobrach und Sackenreuth gehörten. Sie war in Verwaltung und Gerichtsbarkeit dem Landgericht Kulmbach zugeordnet und in der Finanzverwaltung dem Rentamt Kulmbach (1919 in Finanzamt Kulmbach umbenannt). Ab 1862 gehörte Unterdornlach zum Bezirksamt Kulmbach (1939 in Landkreis Kulmbach umbenannt). Die Gerichtsbarkeit blieb beim Landgericht Kulmbach (1879 in das Amtsgericht Kulmbach umgewandelt). Die Gemeinde hatte eine Gebietsfläche von 8,442 km². 1955 wurde die Gemeinde aufgelöst. Unterdornlach kam mit Bärnhof an die Gemeinde Oberdornlach.
Im Zuge der Gebietsreform in Bayern wurde Unterdornlach am 1. Januar 1974 nach Kulmbach eingemeindet.

### Baudenkmäler
- Haus Nr. 1: Wohnstallhaus
- Haus Nr. 5: Ehemaliges Weberhaus

### Einwohnerentwicklung
Gemeinde Unterdornlach
| Jahr      | 1818  | 1840   | 1852   | 1855   | 1861   | 1867   | 1871   | 1875   | 1880   | 1885   | 1890   | 1895   | 1900   | 1905   | 1910   | 1919   | 1925   | 1933   | 1939   | 1946   | 1950  | 1952   |
| Einwohner | 302   | 318    | 348    | 347    | 365    | 350    | 339    | 357    | 375    | 381    | 356    | 367    | 354    | 365    | 361    | 342    | 347    | 375    | 369    | 535    | 526   | 455    |
| Häuser    | 54    |        |        |        |        |        | 55     |        |        | 51     | 54     |        | 56     |        |        |        | 57     |        |        |        | 62    |        |
| Quelle    | [ 8 ] | [ 12 ] | [ 12 ] | [ 12 ] | [ 13 ] | [ 14 ] | [ 15 ] | [ 16 ] | [ 17 ] | [ 18 ] | [ 19 ] | [ 12 ] | [ 20 ] | [ 12 ] | [ 21 ] | [ 12 ] | [ 22 ] | [ 12 ] | [ 12 ] | [ 12 ] | [ 9 ] | [ 12 ] |

Ort Unterdornlach
| Jahr      | 001809 | 001818 | 001861 | 001871 | 001885 | 001900 | 001925 | 001950 | 001961 | 001970 | 001987 |
| Einwohner | 78 *   | 74 *   | 93 †   | 68     | 71     | 66     | 59     | 73     | 45     | 42     | 32     |
| Häuser    |        | 13 *   |        |        | 11     | 11     | 11     | 10     | 10     |        | 10     |
| Quelle    | [ 23 ] | [ 8 ]  | [ 13 ] | [ 15 ] | [ 18 ] | [ 20 ] | [ 22 ] | [ 9 ]  | [ 24 ] | [ 25 ] | [ 1 ]  |

## Religion
Der Ort ist seit der Reformation evangelisch-lutherisch geprägt und nach St. Maria Magdalena (Kirchleus) gepfarrt.